# Powiat złoczowski (II Rzeczpospolita)
Powiat złoczowski – powiat województwa tarnopolskiego II Rzeczypospolitej. Jego siedzibą było miasto Złoczów. 1 sierpnia 1934 dokonano nowego podziału powiatu na gminy wiejskie.

## Gminy wiejskie w 1934
- gmina Białykamień
- gmina Folwarki
- gmina Gołogóry
- gmina Kołtów
- gmina Krasne
- gmina Ożydów
- gmina Płuhów
- gmina Podhorce
- gmina Skwarzawa
- gmina Remizowce
- gmina Sokołówka
- gmina Złoczów

## Miasta
- Złoczów
- Olesko
- Sasów

## Starostowie
- Zygmunt Gronziewicz (kierownik od 1925 starosta)[2]
- Jan Płachta (1934-1937)[3][4][5]
- Jan Kaczkowski (1937-)[6]